# علي السرطاوي
علي السرطاوي ( 1967 - )، أستاذ وسياسي فلسطيني، شغل منصب وزير العدل في الحكومة الفلسطينية الحادية عشر، والعميد السابق لكلية القانون في جامعة النجاح الوطنية.

## نشأته وتحصيله العلمي
وُلد علي السرطاوي في قرية سرطة غرب محافظة سلفيت، تلقى تعليمه الابتدائي في مدرسة القرية، وحصل على الثانوية العامة من مدرسة بديا الثانوية عام 1985 بتقدير جيد جداً، ثُم أكمل تَعليمه في الجامعة الأردنية عام 1988 لِيحصل منها على درجة البكالوريس في الفقه والتشريع، بعدها أكمل دراسته في الجامعة ليحصل منها على درجة الماجستير عام 1992، والدكتوراه عام 1997.